# República Federal de Centroamérica
La República Federal de Centroamérica fue una nación que surgió de la Asamblea Constituyente de las Provincias Unidas del Centro de América, el 22 de noviembre de 1824, a través de la Constitución de la República Federal de Centroamérica de 1824. Su capital fue Ciudad de Guatemala hasta 1834; después fue Sonsonate por un breve período, por último San Salvador de 1834 a 1841, sin embargo, solo el poder ejecutivo fue el que se trasladó, mientras que los poderes legislativo y judicial mantuvieron su asiento en la Ciudad de Guatemala.
De acuerdo al artículo 6 de la Constitución de 1824, la Federación estaba formada por cinco estados: Guatemala, El Salvador, Honduras, Nicaragua y Costa Rica. El actual territorio de Belice se consideraba parte del Estado de Guatemala, y por lo tanto del país, aunque una parte ya era controlada por el Reino Unido. En 1838 se formó un sexto estado, Los Altos, con capital en la ciudad de Quetzaltenango, con los territorios del occidente de Guatemala y el territorio del actual Soconusco de Chiapas (México). Limitaba al suroeste con el océano Pacífico, al noreste con el mar Caribe, al sureste con la Gran Colombia (luego República de la Nueva Granada) y al noroeste con México.
Los historiadores han atribuido la inestabilidad política del país a su sistema federal de gobierno y a sus dificultades económicas. Las exportaciones agrícolas eran insuficientes y el gobierno federal no podía pagar sus préstamos extranjeros, a pesar de las condiciones favorables. Los problemas económicos de América Central se debieron en parte a la incapacidad del gobierno federal para recaudar impuestos y a la inadecuada infraestructura interestatal.
Los políticos, escritores e intelectuales centroamericanos han pedido la reunificación de Centroamérica desde la disolución de la República Federal de Centroamérica. Durante los siglos XIX y XX, los estados sucesores de la república han intentado varias veces reunificar Centroamérica por medios diplomáticos y militares, pero ninguno logró unir a los cinco antiguos miembros durante más de un año. Los cinco antiguos miembros de la República Federal de Centroamérica son miembros del Sistema de la Integración Centroamericana (SICA), una organización económica y política que promueve el desarrollo regional.

## Historia

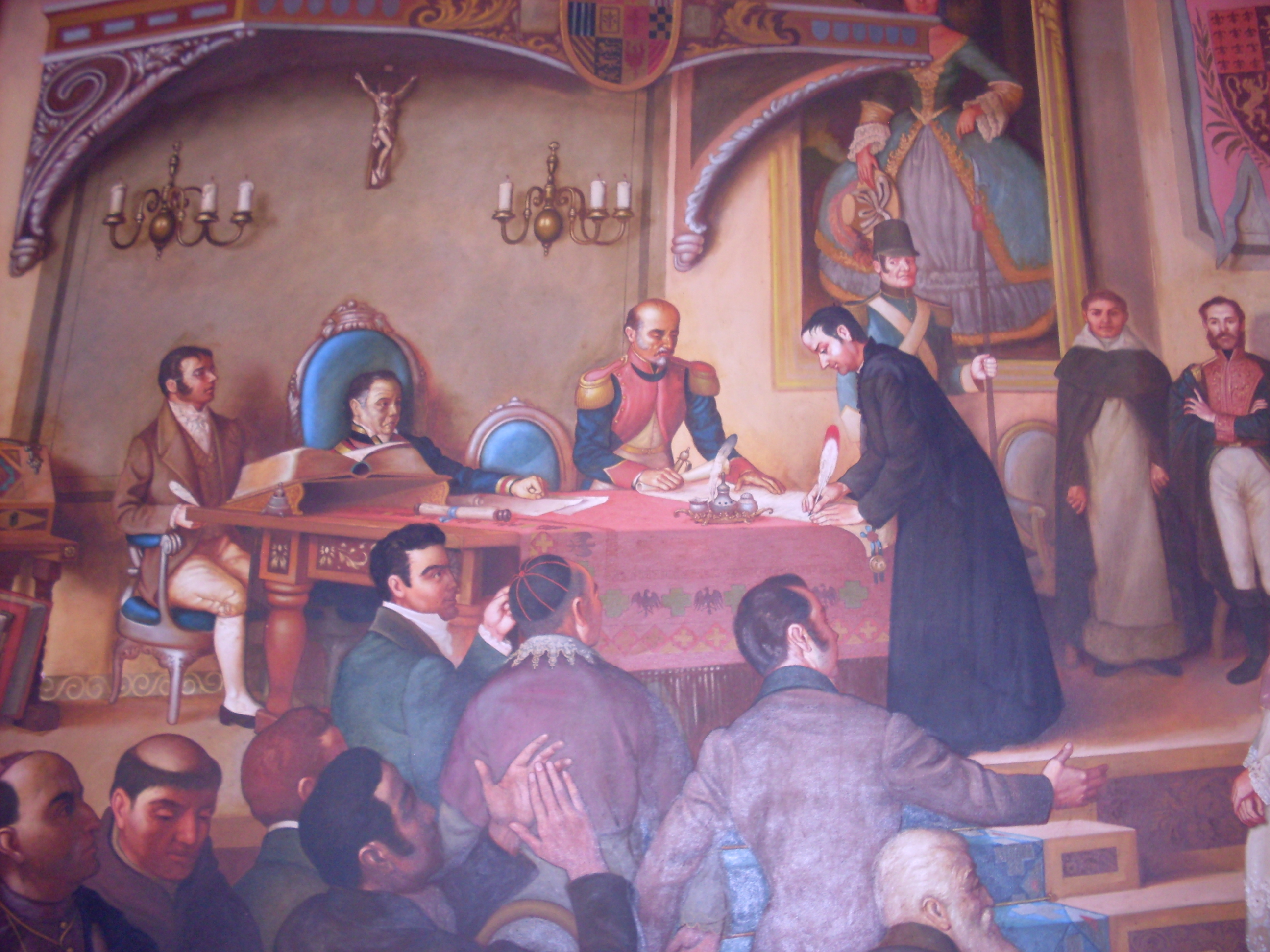
José Matías Delgado al momento de firmar el acta de independencia centroamericana, en una representación de la reunión del 15 de septiembre de 1821 del pintor chileno Luis Vergara Ahumada.

Tras la secesión con respecto a España en 1821 y la desaparición del Primer Imperio Mexicano en 1823, los representantes de los cabildos de lo que alguna vez fue la Capitanía General de Guatemala se reunieron en marzo de 1824 en la Ciudad de Guatemala.
Como en la mayoría de los países iberoamericanos, la secesión de Centroamérica fue un movimiento esencialmente criollo y no supuso una mejora inmediata de las condiciones de vida de los campesinos centroamericanos. Fue promovida por la élite comercial de Guatemala y El Salvador para enriquecerse con los nuevos lazos comerciales que esperaban adquirir con Inglaterra, Francia, Holanda, y Estados Unidos, y no tanto por una revolución social o política.
Cada Estado era libre y tenía autonomía para gobernarse y establecer sus leyes y códigos jurídicos, además de elegir democráticamente su propio jefe de Estado. Los Estados miembros eran: Guatemala, El Salvador, Honduras, Nicaragua y Costa Rica. En 1836 se creó el Estado de Los Altos, que se reincorporó a Guatemala antes de disolverse la federación. En 1824 Chiapas se incorporó a México, quedando solo el Soconusco como un territorio neutral sin anexión a ningún bando, y la provincia de Bocas del Toro que fue tomada por la República de la Nueva Granada en 1836.

### Antecedentes

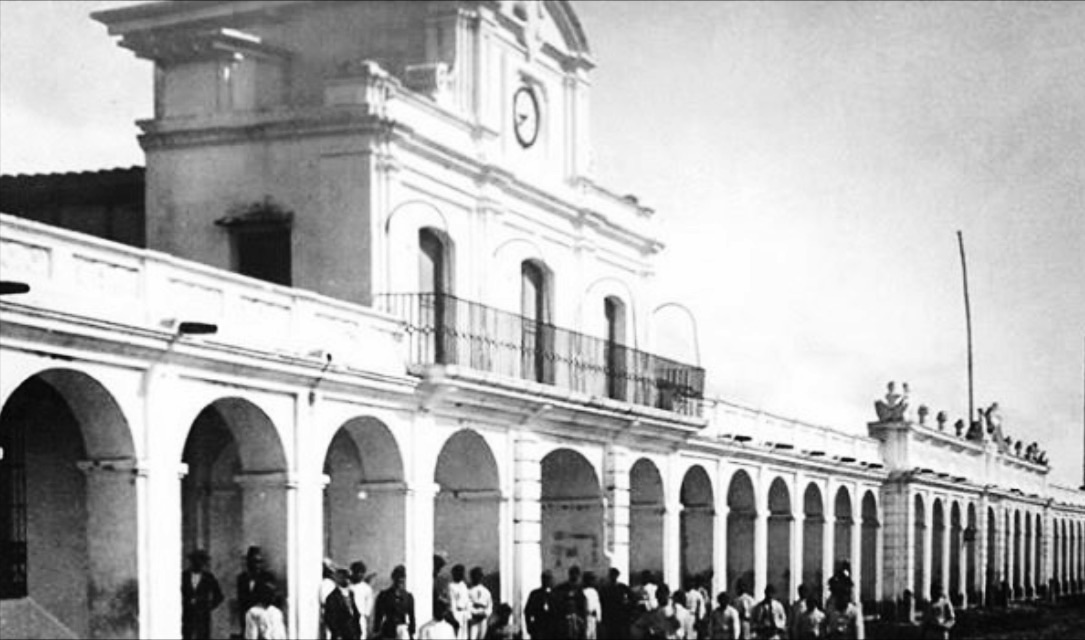
Real Palacio en la Ciudad de Guatemala. Aquí se firmó el Acta de Independencia y gobernó el presidente Manuel José Arce y Fagoaga.

El Congreso General de las provincias centroamericanas se instaló el 24 de junio de 1823 en la Ciudad de Guatemala, en el 2 de julio el Congreso General tomó la denominación de Asamblea Nacional Constituyente. En el 1 de julio, el Congreso dio el nombre de Provincias Unidas del Centro de América a las provincias que componían el Reino de Guatemala y declaró que eran libres e independientes de España y México y que no son patrimonio de familia alguna.

### Constitución

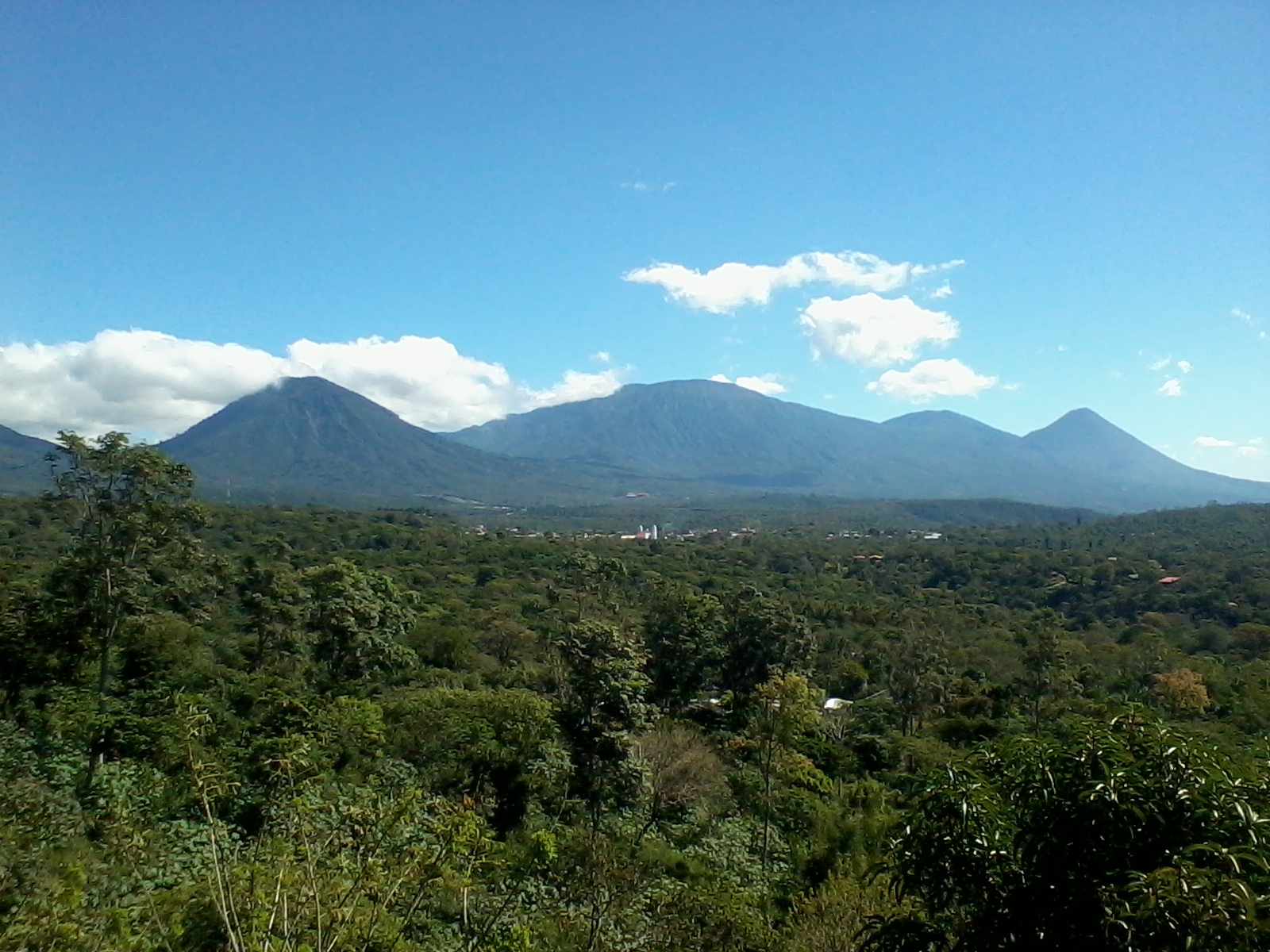
La fila de cinco volcanes en el escudo fueron inspirados por la cordillera de Apaneca, visible desde la ciudad de Sonsonate, cual fue la capital de la República Federal de Centro América en 1834.

Las Provincias Unidas de Centroamérica en 1823, luego de la independencia absoluta:
Provincias
Provincias indecisas entre unirse a México o a Centroamérica
Territorios no conquistados

El 22 de noviembre de 1824, la Asamblea Nacional Constituyente decretó la Constitución Política de la República Federal de Centroamérica, compuesta por Costa Rica, El Salvador, Guatemala, Honduras, Nicaragua y el actual estado mexicano de Chiapas (que duró poco dentro de la misma).

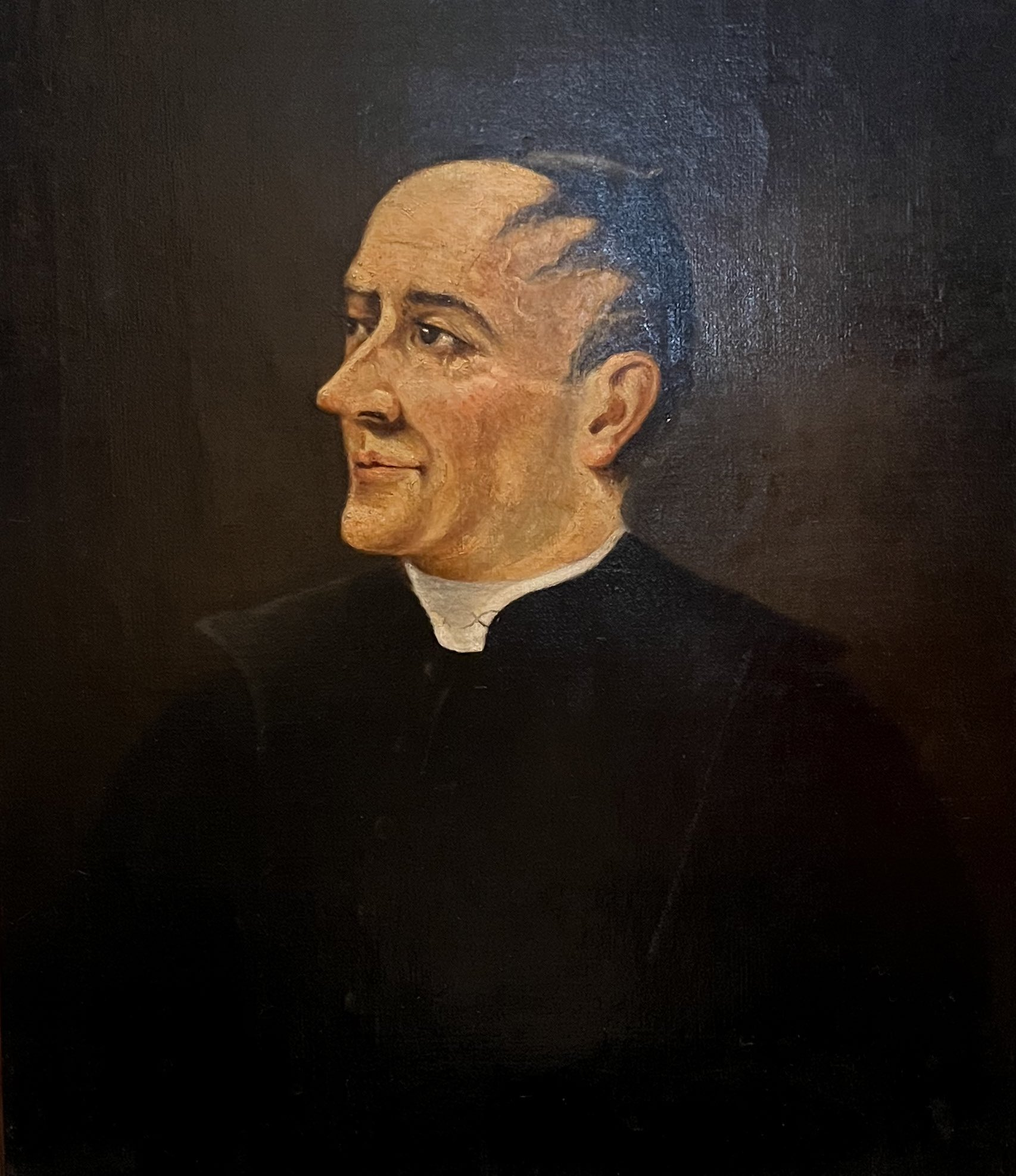
se adoptó oficialmente el sistema federal en Centroamérica. Es necesario destacar la influencia de tres guatemaltecos y un salvadoreño, principales autores de la Constitución: Pedro Molina, José F. Barrundia, Mariano Gálvez y José Matías Delgado.

Entre las principales innovaciones de dicha Constitución, cabe destacar su tratamiento de los derechos humanos, en el cual destacaban, entre otros aspectos, la abolición de la esclavitud, la consagración del derecho de asilo, las limitaciones de la pena capital, el establecimiento del jurado y la supresión de los fueros. Se restringían considerablemente las facultades gubernamentales para limitar los derechos civiles y políticos, incluso en caso de graves amenazas o ataques al orden público, lo cual habría de ser un grave obstáculo para las autoridades. Por otro lado, mantuvo la división entre un Congreso unicameral todopoderoso, un Ejecutivo con poderes limitados, un Senado que actuaba como cuerpo intermedio y una Corte Suprema de Justicia, todos elegidos popularmente conforme a un sistema de sufragio universal indirecto en cuatro grados.
El 23 de enero de 1825, la Asamblea Nacional Constituyente cerró sus sesiones. El 25 de enero, el Estado de Costa Rica decretó su primera Constitución Política. El 6 de febrero, se instaló el primer Congreso Federal de la República; dio principio a sus sesiones ordinarias el 25 de febrero.

### Presidencia de Manuel José Arce

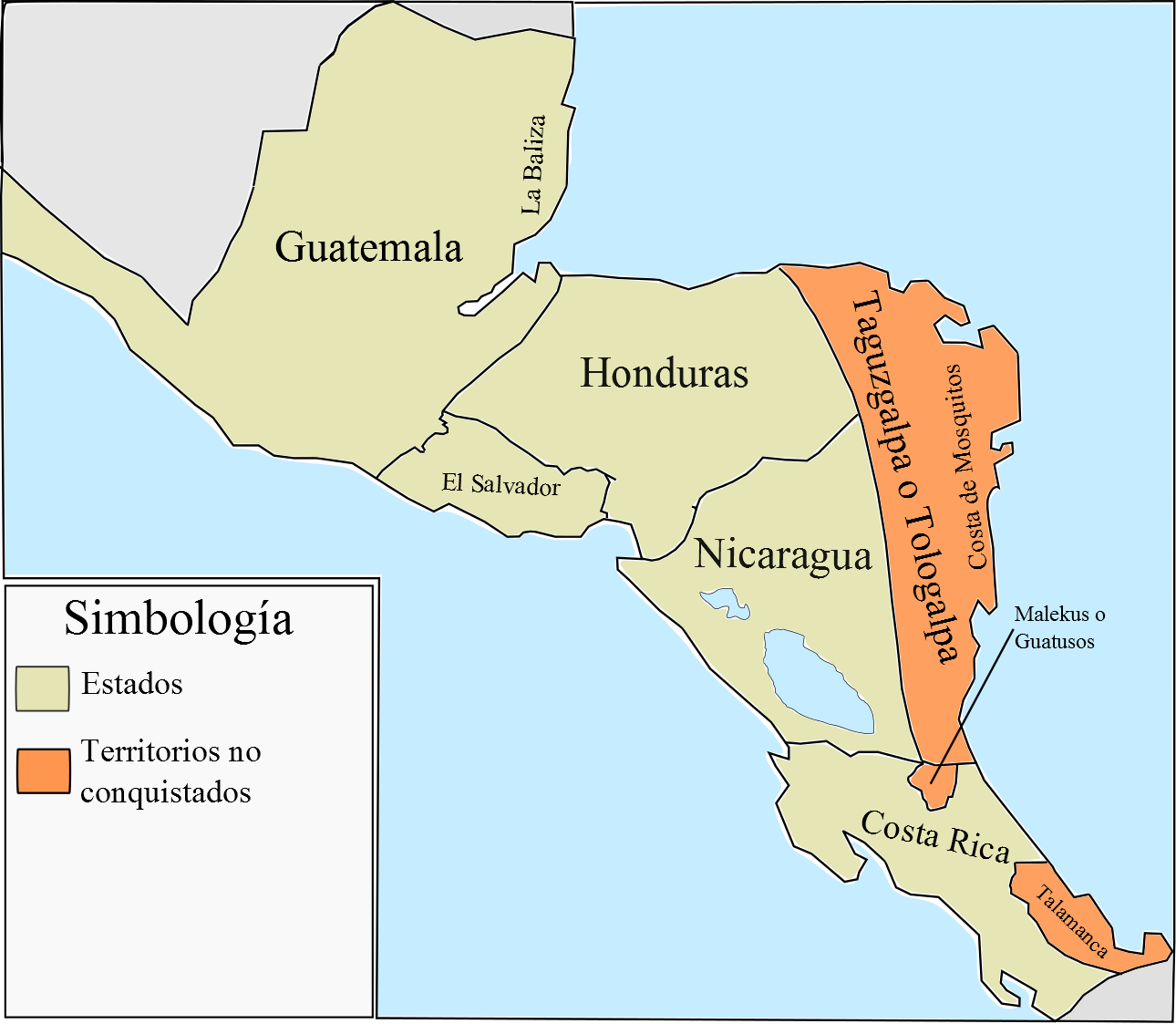
República Federal de Centroamérica para el año de 1826.
Provincias
Territorios no conquistados

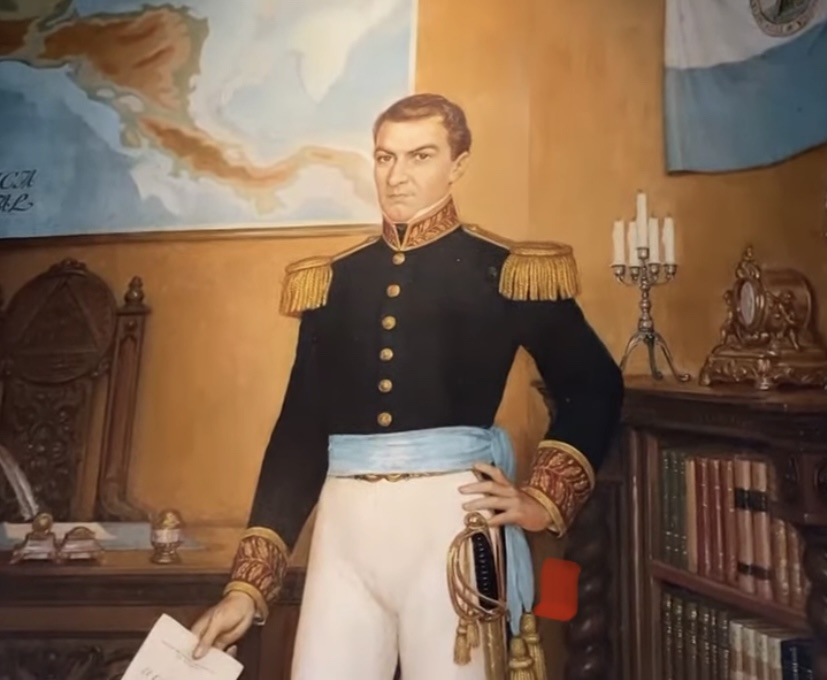
Manuel Jose Arce

El Primer Congreso Federal escogió al presidente de la República Centroamericana entre los dos candidatos: Manuel José Arce y Fagoaga y José Cecilio del Valle, ya que a pesar de la victoria de Valle en el voto popular, se apeló el resultado. Para entonces Valle tenía desavenencias con algunos prominentes conservadores del Clan Aycinena y éstos obstaculizaron su llegada al poder tras entrar en componendas con los liberales y el propio Arce y Fagoaga. Arce fue declarado presidente de la República, y Mariano de Beltranena lo acompañó en la vicepresidencia. Luego se establecieron las otras autoridades: Suprema Corte de Justicia, Primer Consejo Representativo y en cada estado se estableció la Corte Superior de Justicia del Estado; la Asamblea Nacional promulgó la Constitución centroamericana que se sancionó hasta el 29 de agosto de 1825, porque los centralistas que deseaban un régimen único en la región y trataron de boicotear el sistema federal que había adoptado la Constitución.
La nueva República tenía grandes proyectos, como un canal de navegación interoceánico entre el Atlántico y el Pacífico, por el río San Juan, el lago de Nicaragua y el istmo de Rivas, entre el Estado de Nicaragua y el Estado de Costa Rica. Sin embargo, al mismo tiempo, la federación afrontaba grandes problemas; en oposición al proyecto federal de los liberales se encontraban los conservadores, los representantes españoles de la Iglesia católica y los grandes latifundistas de las aristocracias regionales; la población, en general, desconocía los beneficios de una integración regional; las redes de transporte y las comunicaciones entre los Estados miembros eran extremadamente deficientes. Además, se enfrentaba al problema de la falta de fondos para su desarrollo y la intervención de naciones extranjeras (por ejemplo, Reino Unido y Estados Unidos).
Manuel José de Arce y Fagoaga, era un militar y político de El Salvador y gobernó Centroamérica desde la Ciudad de Guatemala. Quiso conciliar a ambos bandos criollos, pero como su puesto se lo debía a las componendas entre los liberales y conservadores en el Primer Congreso le fue imposible tal realizar tal conciliación. Poco después de iniciada su gestión, los criollos liberales de las provincias rompieron su apoyo atacándolo por la preferencia manifiesta hacia el Clan Aycinena quienes vivía en la ciudad de Guatemala y lo influenciaban directamente. Además de una constitución federal que le restringía poder al presidente y le otorgaba mucha independencia a los estados, Arce se encontró al mando de un país que no estaba acostumbrado a gobernarse a sí mismo y que no sabía nada de regímenes municipales -puesto que los ayuntamientos coloniales eran entes privilegiados de los criollos que defendían los intereses de estos exclusivamente- ni mucho menos de asambleas.
Por otra parte, el estado financiero de la nueva República seguía lo establecido por los últimos días de la colonia: derechos sobre el producto de las minas, alcabala, almojarifazgo, tributo para la Santa Cruzada, impuesto sobre el tabaco, impuesto sobre el añil, impuesto sobre los juegos de naipes, papel sellado y derechos sobre oficios. Además, después de la destrucción de la capital, Santiago de los Caballeros de Guatemala, el rey Carlos III dispuso un situado de cien mil pesos que México debía enviar anualmente. Luego de la independencia se suspendió la ayuda que llegaba de México, y la Asamblea Nacional abolió el impuesto de la Santa Cruzada y los derechos de minas; con esto, los ingresos del gobierno en 1825 ascendían a doscientos mil pesos, mientras que había gastos por más de seiscientos mil pesos. Y para colmo de males, el país tampoco contaba con un ejército, pues solamente quedaba el Batallón del Fijo, unos cuantos milicianos y una compañía de soldados.

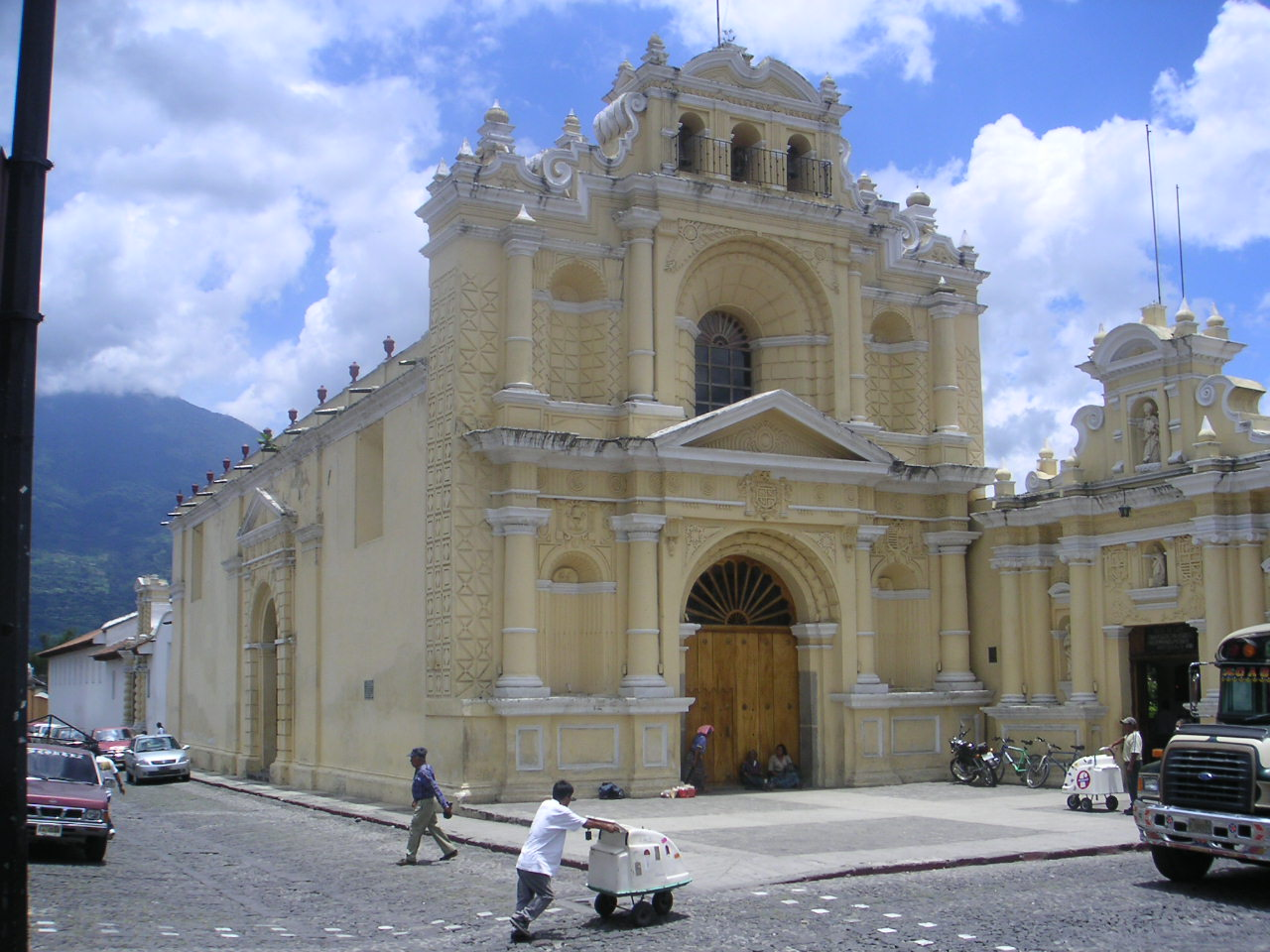
Iglesia del Hospital de San Pedro en Antigua Guatemala.

Para 1826 había una franca pugna entre los dos partidos: los criollos liberales que querían el sistema republicano y los criollos conservadores que preferían el absolutismo real español como forma de gobierno. El problema consistía en que los liberales creían que la unión de los Estados era vital para obtener el reconocimiento y respeto de las otras naciones y que dejando en libertad a los Estados de elegir a sus propias autoridades se haría desaparecer el poder del Clan Aycinena de Guatemala sobre los otros Estados y, por ende, el rencor que existía hacia los criollos de la Ciudad de Guatemala desde la época colonial. Los liberales habían logrado hacerse del Congreso y obstaculizaron la labor del presidente Arce, mientras que este los acusaba de herejes, no solo en la capital sino en los pueblos en donde el fervor religioso estaba más acendrado lo que lo ayudaba a agenciarse del respaldo popular para atacar a sus rivales. En Guatemala, las fricciones de los bandos llegaron a un extremo insostenible y ocurrió el inevitable rompimiento entre el gobierno Federal y el gobierno del Estado, dirigido por el liberal Juan Barrundia: a Barrundia lo hicieron prisionero por su supuesta participación en una conspiración que habría sido descubierta a tiempo y luego se disolvieron las autoridades del Estado, las cuales se habían trasladado a Quetzaltenango por no estar a salvo en la Ciudad de Guatemala.
A pesar de que tanto los liberales como los conservadores no constituían por sí solos un grupo lo suficientemente fuerte ni económica ni políticamente para hacer prevalecer sus ideas sobre el otro, los conservadores del Clan Aycinena y de la Iglesia Católica vieron reforzada su posición porque se apoyaron en la mayoría de la población anunciándoles y predicándoles que los liberales eran herejes que querían acabar con la fe cristiana y las buenas costumbres. Gracias a la tradición colonial, la sumisión a las creencias religiosas, la superstición y el fanatismo, los conservadores lograron prevalecer; los liberales, por su parte propugnaban por ideas nuevas y revolucionarias que eran totalmente ajenas a la población y que incluso arruinaron a algunos sectores, como el de los tejedores.
Tras la destitución de Juan Barrundia, los conservadores tomaron el control en el Estado de Guatemala, quedando como presidente el dirigente conservador Mariano de Aycinena y Piñol, pero inmediatamente se iniciaron los intentos de invasión por parte de los gobiernos liberales del resto de los Estados. Con el apoyo del Clan Aycinena, Arce y Fagoaga se convirtió en un dictador para tomar el poder necesario para aplastar a sus rivales. Quien más lo apoyaba en hacer un gobierno fuerte era el líder conservador Manuel Francisco Pavón Aycinena, quien creía que con ello los conservadores lograrían estabilidad en la región y la preponderancia de su partido.
A inicios de 1827, el presidente Manuel José de Arce y Fagoaga envió al coronel conservador José Justo Milla, bajo la comandancia del Segundo Batallón Federal, a Santa Rosa de Los Altos en Honduras, con la misión de custodiar la Factoría de Tabacos. En realidad el objetivo era colocar un ejército leal para derrocar al gobierno liberal de Dionisio de Herrera en Honduras. El pueblo de Los Llanos no brindó apoyo al coronel Milla y se incorporó al ejército de Francisco Morazán. Mariano de Aycinena y Piñol -presidente del Estado de Guatemala- era el único que se inclinaba por atacar a San Salvador para destruir todo lo que daba origen a la contienda entre liberales y conservadores, pero como Arce era el presidente de la Federación a este le correspondió la decisión final. Por su poca habilitad militar, cuando por fin se decidió a actuar fue derrotado en Milingo el 18 de mayo de 1827. Arce regresó a Guatemala a reorganizarse para una nueva batalla, pero tras perder el combate, mostrarse lento y desconfiado de los oficiales guatemaltecos y por estar de acuerdo con que el sacerdote  José Matías Delgado fuera nombrado obispo de El Salvador en completa oposición al gobierno eclesiástico conservador de Guatemala su figura quedó por un lado completamente. Finalmente, el 28 de septiembre de 1827 el vicepresidente guatemalteco Beltranena le comunicó que se le separaba del mando del ejército porque problemas de gobierno requerían su presencia.
Ya firme en el poder en el Estado de Guatemala, el Clan Aycinena aprovechó la religión, cuyos intereses económicos habían sido afectados por los legisladores liberales, para hacerse de la voluntad popular. Apoyados por la población católica retiraron las reformas liberales iniciadas por Barrundia y restituyeron la legislación española de antes de la Independencia; los legisladores apoyaban al gobierno eclesiástico y el presidente Aycinena llegó al extremo de prohibir por medio de un decreto aquellos libros que la Iglesia Católica definía como dañinos para el buen pensar cristiano.

### Guerra civil centroamericana

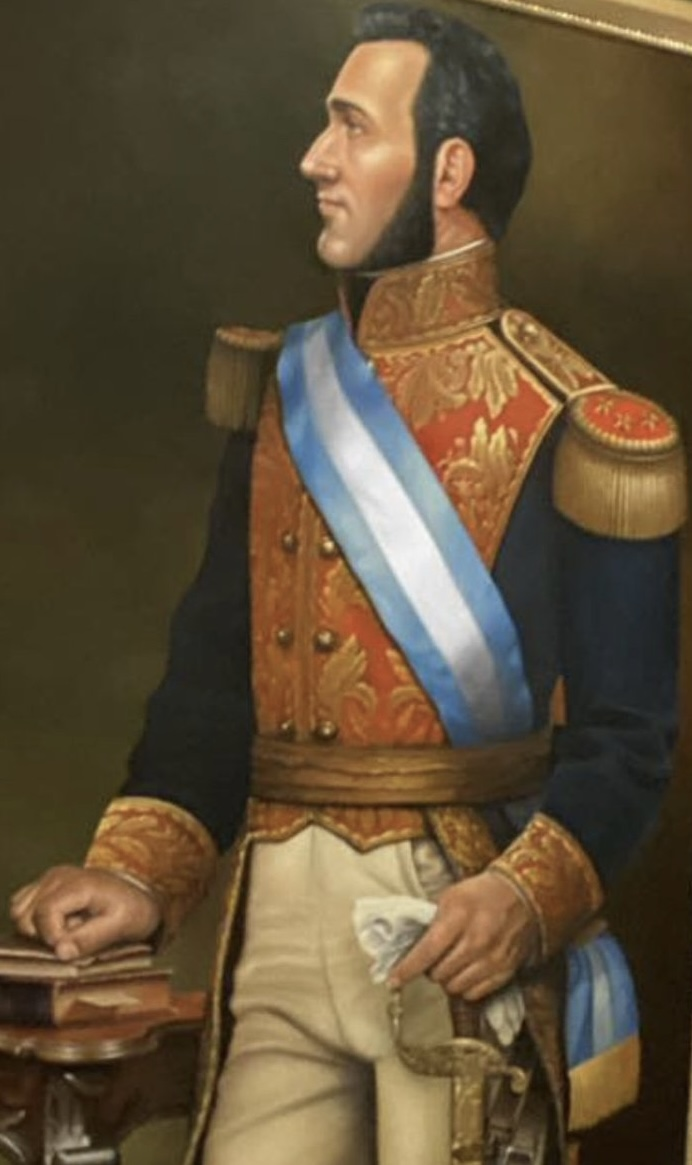
General hondureño Francisco Morazán, líder y caudillo liberal que resultó el gran beneficiado al terminar la guerra civil en 1829, pues fue nombrado presidente de la Federación

En marzo de 1827 el Estado de El Salvador envió tropas a Guatemala con la intención de tomar la capital de la federación y derrocar a Manuel José de Arce y Fagoaga. No obstante, el general Arce al mando del Ejército Federal derrotó a los salvadoreños en la batalla de Arrazola. Luego de estos sucesos, el presidente de la república ordenó a 2000 soldados federales (incluyendo guatemaltecos, nicaragüenses, costarricenses y hondureños) a las órdenes del general Manuel de Arzú, invadir El Salvador. Este evento marcó el inicio de la guerra civil centroamericana.
En esta situación saltó a la fama el general hondureño Francisco Morazán, quien ganó la batalla de La Trinidad para los liberales el 11 de noviembre de 1827. Desde entonces, y hasta la derrota que le infringió Rafael Carrera en Guatemala en 1840, Morazán dominó la escena política y militar de América Central.
En abril de 1828 Morazán se dirigió a El Salvador con una fuerza de mil cuatrocientos hombres. Mientras que el ejército salvadoreño se enfrentaba a las fuerzas federales en San Salvador, Morazán se colocó en la parte oriental del Estado.
El 6 de julio, Morazán derrotó a las tropas del coronel Vicente Domínguez en la hacienda El Gualcho. El general Francisco Morazán se mantuvo peleando alrededor de San Miguel, derrotando a cada pelotón enviado por el general Manuel de Arzú desde San Salvador. Esto motivó a Arzú a dejar al coronel Montúfar a cargo de San Salvador y a ocuparse personalmente de Morazán. Cuando el caudillo liberal se dio cuenta de los movimientos del general Manuel de Arzú, salió rumbo a Honduras a reclutar más tropas.

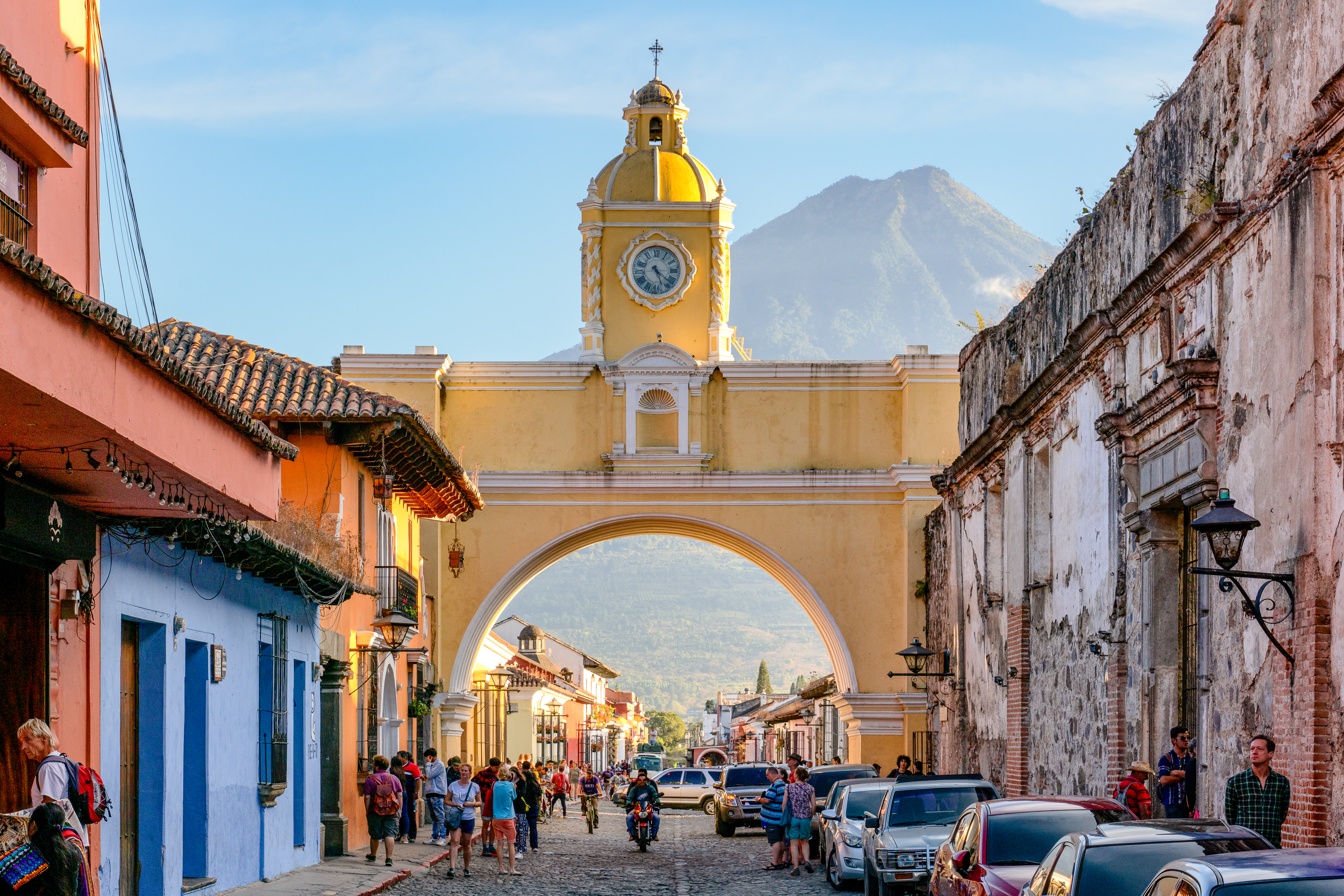
Arco colonial en Antigua Guatemala.

El 20 de septiembre, el general Arzú estaba cerca del río Lempa con quinientos soldados en búsqueda de Francisco Morazán, cuando se enteró de que sus fuerzas habían capitulado en San Salvador.
Francisco Morazán regresó a El Salvador con un mayor ejército. El general Arzú se retiró a Guatemala, dejando sus tropas bajo el mando del coronel Antonio de Aycinena. Este militar conservador y sus tropas marchaban con rumbo a territorio hondureño, cuando fueron interceptados por los hombres de Morazán en San Antonio. El 9 de octubre Aycinena se vio obligado a rendirse. Con la capitulación de San Antonio, El Salvador quedó finalmente libre de tropas federales. El 23 de octubre, el general Morazán hizo su entrada triunfal en la plaza de San Salvador.
Ante el desorden general, el presidente Manuel José de Arce y Fagoaga cedió a finales de 1828 el gobierno de América Central al vicepresidente Mariano Beltranena y Llano. En abril de 1829, el general Francisco Morazán tomó la Ciudad de Guatemala con el apoyo de tropas hondureñas, salvadoreñas y nicaragüenses, y designó a José Francisco Barrundia y Cepeda como Presidente Interino.

### Gobierno liberal

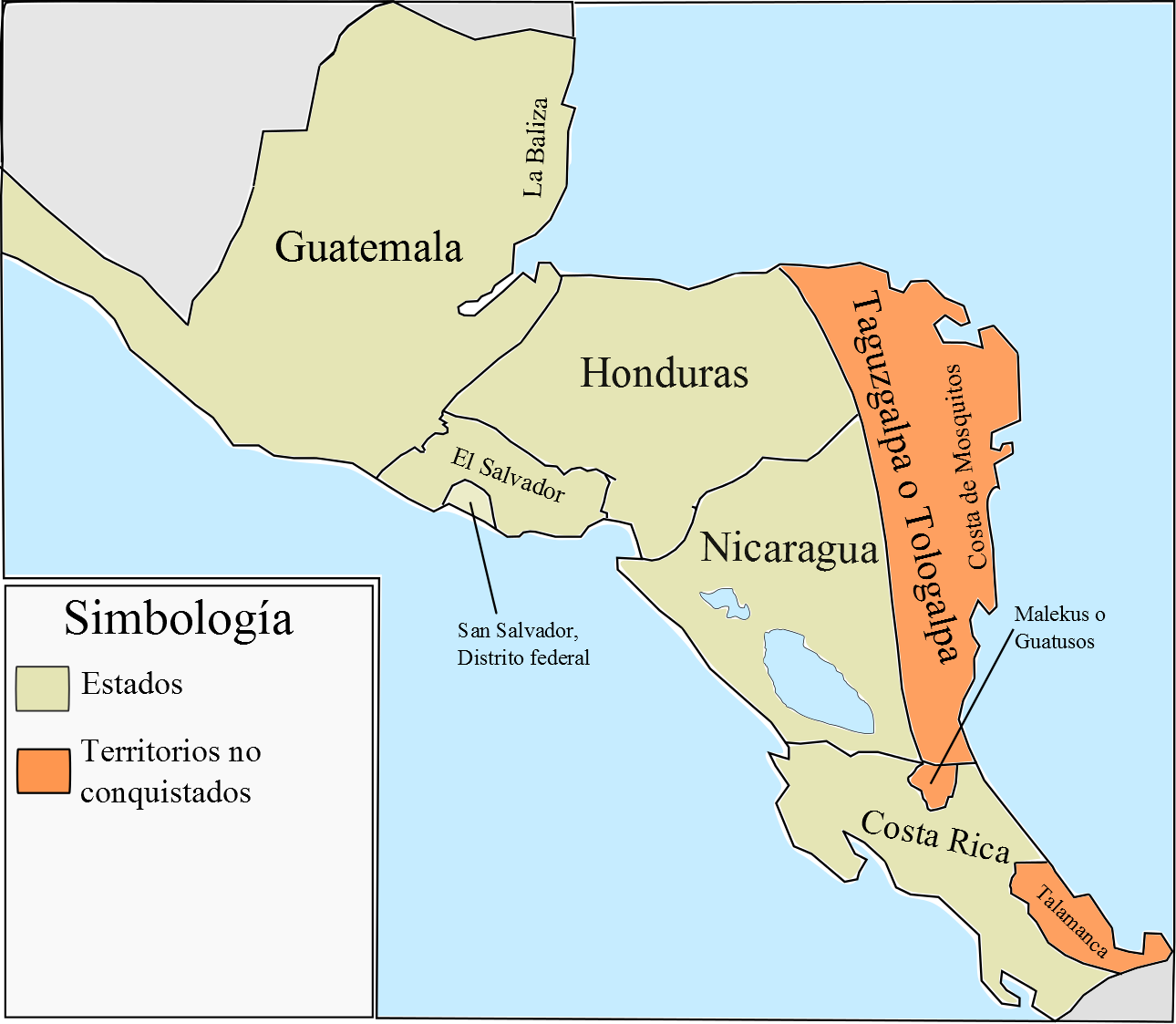
República Federal de Centroamérica para el año de 1836, con la capital en San Salvador, que cuenta con su distrito federal

Francisco Morazán ganó el voto popular en la elección presidencial de 1830, en contra del conservador José Cecilio del Valle.
Con Morazán como presidente, los liberales habían consolidado su poder. De esta forma, el nuevo mandatario y sus aliados se ubicaron en una posición inmejorable para implementar reformas, las cuales estaban basadas en la ilustración. A través de estas intentarían desmantelar en Centroamérica lo que consideraban instituciones arcaicas heredadas de la época colonial, y que sólo habían contribuido al atraso en la región: se promulgaron políticas de libre comercio; fue invitado el capital extranjero y los inmigrantes; fue separada la Iglesia del Estado; se proclamó la libertad de religión; los diezmos fueron abolidos; se permitió el matrimonio civil, el divorcio secular y la libertad de expresión; los bienes eclesiásticos fueron confiscados, se suprimieron las órdenes religiosas, y se le retiró a la iglesia el control que tenía sobre la educación; se pusieron a disposición las tierras públicas para la expansión de la cochinilla; se construyeron escuelas, carreteras y algunos hospitales; entre otras políticas.
Con la puesta en práctica de estas medidas revolucionarias Morazán se convirtió en el primer mandatario de América Latina que aplicó a su gestión un pensamiento progresista, lo que asestó un duro golpe a los conservadores del Clan Aycinena en Guatemala. Pero más importante aún, se despojó al clero conservador de sus privilegios, y redujo su poder, ya que muchos miembros del clero regular y líderes del clero secular eran miembros del Clan Aycinena.

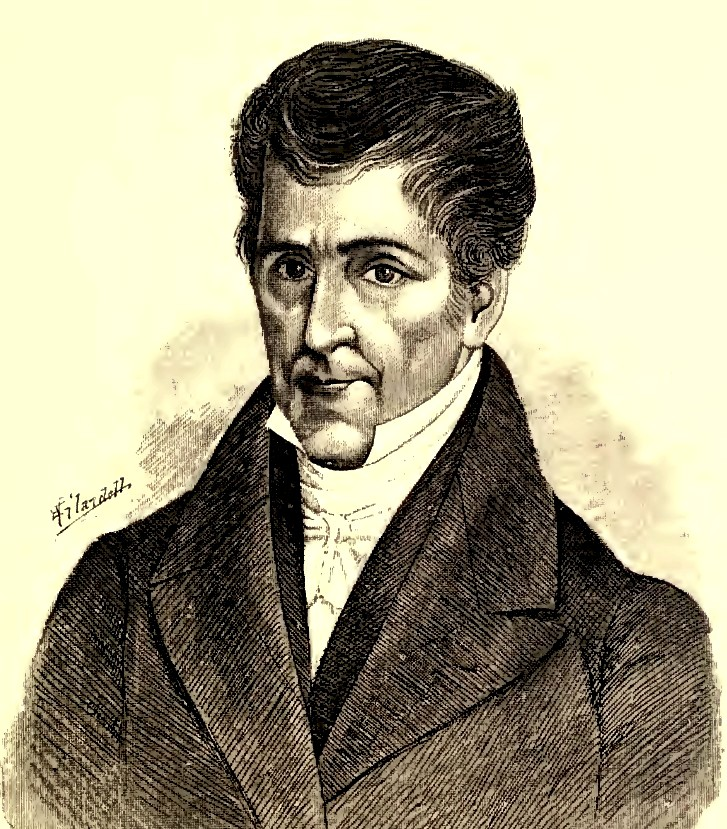
José Cecilio del Valle, tercer presidente de la República Federal de Centroamérica. Fue elegido pero no llegó a ejercer el poder pues falleció antes de tomar posesión.

En marzo de 1832, estalló otro conflicto en El Salvador. El jefe de Estado José María Cornejo se había revelado en contra de algunos decretos federales, lo que obligó al presidente Morazán a actuar de inmediato. Las tropas federales marcharon a El Salvador donde vencieron al ejército de Cornejo el 14 de marzo de 1832. El 28 del mismo mes, Morazán había ocupado San Salvador. A partir de entonces, comenzaron los rumores sobre la necesidad de reformar la Constitución.
En las votaciones de 1834 se eligió como presidente al conservador José Cecilio del Valle. Sin embargo este falleció en Guatemala el 2 de marzo de ese mismo año. Esta confusión llevó a que en 1835 se nombrara nuevamente a Francisco Morazán Presidente Federal hasta 1839. Por el poder que habían adquirido los liberales de El Salvador, Morazán tuvo que trasladar la capital federal a San Salvador en 1835. Gradualmente, la Federación empezó a derrumbarse.

### Disolución

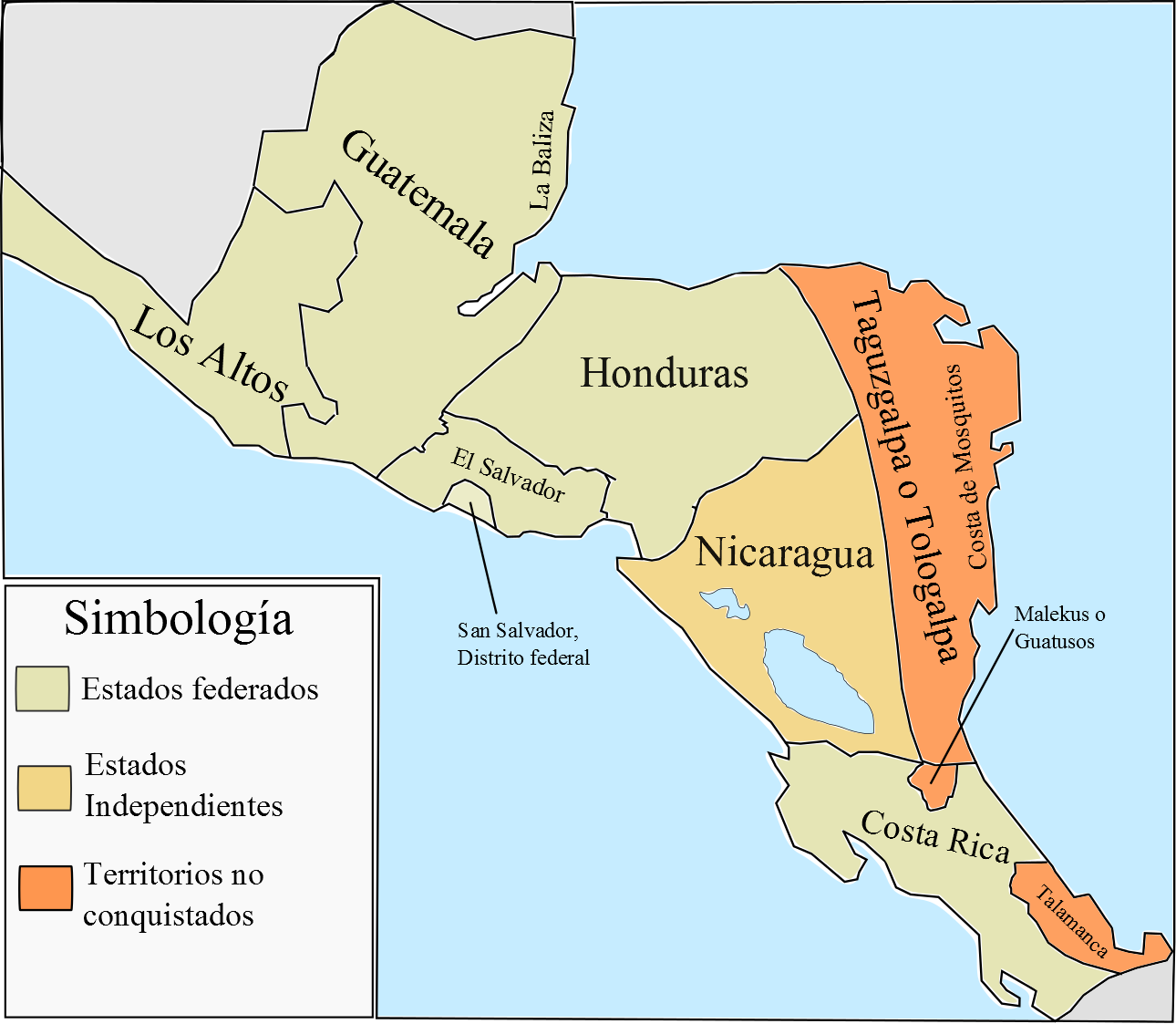
República Federal de Centroamérica en 1838, con el estado de Los Altos, y luego de que Nicaragua se hubiese proclamado independiente

Entre 1838 y 1840, los Estados entraron en otra guerra civil.

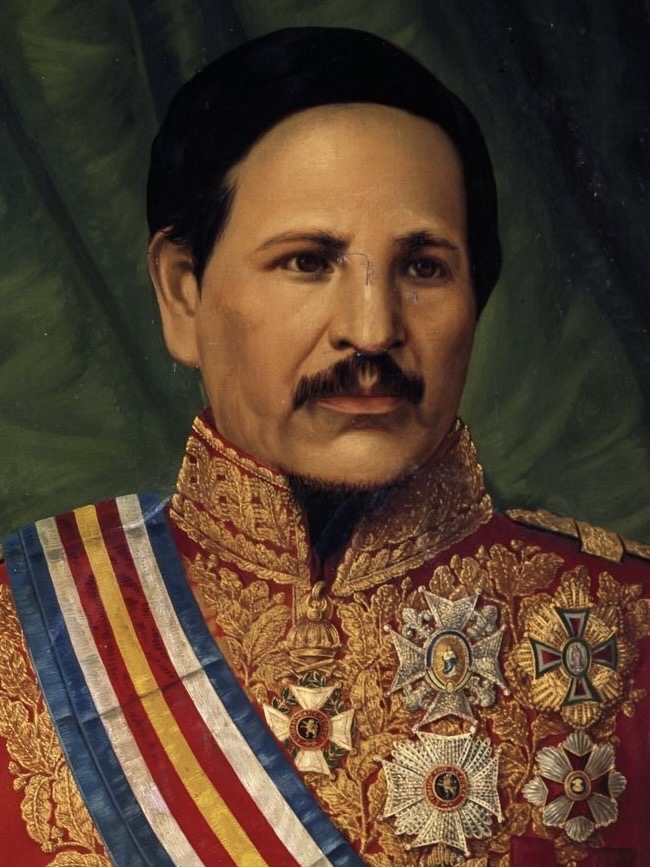
El capitán general Rafael Carrera.

El 30 de abril de 1838, el Estado de Nicaragua se declaró soberano, libre e independiente, separándose definitivamente de la Federación. El 30 de mayo siguiente el Congreso Federal autorizó a los Estados a que se organizasen como tuviesen por conveniente. El 29 de octubre la Municipalidad de Tegucigalpa que se declaró separada del gobierno del Estado de Honduras hasta que la legislatura decrete la independencia del estado y ocupe de nuevo los puertos y rentas de la federación y destituye al Jefe intendente del departamento y se pone bajo la protección del gobierno de Nicaragua. El 5 de noviembre, el Estado de Honduras se separa de la Federación. El 14 de noviembre, el Estado de Costa Rica se separó.
El 25 de diciembre de 1838, el nuevo Estado de los Altos instaló su Asamblea Constituyente en la ciudad de Totonicapán.
El segundo período constitucional de la Presidencia de la República del General Francisco Morazán concluyó el 1 de febrero de 1839, siendo esta la fecha en que se debía considerar disuelto el pacto federal de 1824 y fenecida la misión legal de los encargados del poder ejecutivo de la república.
El 17 de abril de 1839, el Jefe del Estado de Guatemala declara disuelto el pacto federal y la independencia absoluta del Estado de Guatemala, esta declaración fue ratificada por la segunda Asamblea Constituyente del Estado en el 14 de julio.
El 29 de enero de 1840, el general Rafael Carrera toma Quetzaltenango, la capital del Estado de los Altos, dejando disuelto el mismo Estado. Guatemala absorbió el territorio del Estado de Los Altos por el decreto del 26 de febrero.
La Federación quedó disuelta y la Constitución abrogada de hecho, aunque el Estado de El Salvador no lo aceptó hasta 1841. Los cinco estados de la federación se erigieron en cinco repúblicas independientes. Sin embargo, durante el siglo xix hubo numerosos intentos para restablecerla, manifestados en las conferencias unionistas centroamericanas.

## Gobierno y política
La constitución del 22 de noviembre de 1824 en su artículo 8 estableció al país como una república con un gobierno «popular, representativo, [y] federal.» El poder legislativo de la federación residía en el Congreso Federal compuesto de representantes llamados diputados. El poder ejecutivo de la federación se ejercía por un presidente y se componía de secretarios de despacho organizados en secretarías y designados por el congreso y a propuesta del presidente. El más alto poder judicial de la federación recaía en la Suprema Corte de Justicia. Además había un cuarto poder, que era el Senado compuesto de miembros elegidos en razón de dos por cada estado, el cual no tenía iniciativa en la formación de ley sino que era quien sancionaba o vetaba los decretos (para que fuesen publicados por el presidente) y que daba consejos al gobernante y otras funciones contraloras.

### Gobernantes
La siguiente tabla contiene una lista de los gobernantes que tuvo Centroamérica desde su independencia (1821) hasta la disolución de la República Federal (1839).
| Gobernante                           | Periodo                                                                                              | Otros datos |
| ------------------------------------ | --- | --- |
| Gabino Gaínza y Fernández de Medrano | Jefe Político Superior y Presidente de la Junta Provisional Consultiva 1821-1822                     | |
| Vicente Filisola                     | Jefe Político Superior, nombrado por el Imperio Mexicano 1822-1823                                   | |
| José Matías Delgado y León           | Presidente de la Asamblea Nacional Constituyente de las Provincias Unidas del Centro de América 1823 | |
| Primer Triunvirato de Centroamérica  | 1823                                                                                                 | |
| Segundo Triunvirato de Centroamérica | 1823-1825                                                                                            | |
| Manuel José de Arce y Fagoaga        | Presidente de la República, elegido por el Congreso 1825-1829                                        | En 1828 llamó a ejercer temporalmente al Vicepresidente Beltranena, quien después se negó a devolverle el mando |
| Mariano Beltranena y Llano           | Asumió el Ejecutivo como vicepresidente de la República 1828-1829; derrocado en 1829                 | |
| Francisco Morazán                    | Tomó el poder y a poco lo entregó al senador designado por el Congreso 1829                          | |
| José Francisco Barrundia y Cepeda    | Senador encargado de la Presidencia 1829-1830                                                        | |
| José Francisco Morazán Quezada       | Presidente elegido por el Congreso para el período 1830-1834                                         | Durante su gobierno la capital federal se trasladó de Guatemala a Sonsonate y después a San Salvador            |
| José Cecilio del Valle               | Presidente elegido para el período 1834-1838                                                         | Murió antes de tomar posesión                                                                                   |
| José Gregorio Salazar y Castro       | Vicepresidente encargado del Ejecutivo 1834-1835                                                     | |
| José Francisco Morazán Quezada       | Presidente elegido para el período 1835-1839                                                         | En 1838 se separaron sucesivamente de la Federación los Estados de Nicaragua, Honduras y Costa Rica             |
| Diego Vigil y Cocaña                 | Vicepresidente encargado del Ejecutivo 1839                                                          | La Federación se disolvió definitivamente                                                                       |

### Organización territorial
El territorio del país se dividió, como su nombre lo dice, en las mismas provincias que se reunieron en la Asamblea Nacional Constituyente del 1 de julio de 1823 y que en 1824, ya con una nueva constitución federal, pasaron a denominarse Estados:
- Estado de Costa Rica.
- Estado de El Salvador.
- Estado de Guatemala.
- Estado de Honduras.
- Estado de Nicaragua.

En 1838 fue creado el Estado de Los Altos con algunos territorios del occidente de Guatemala. El estado fue disuelto en 1840.

## Demografía
No hay datos censales sobre la población de la federación pero sí estimaciones; la siguiente da cifras de 1839:
| Estado           | Población total | Indígenas | Blancos | Mestizos |
| ---------------- | --------------- | --------- | ------- | -------- |
| Guatemala        | 700 000         | 450 000   | 100 000 | 150 000  |
| El Salvador      | 350 000         | 70 000    | 70 000  | 210 000  |
| Nicaragua        | 350 000         | 120 000   | 110 000 | 120 000  |
| Honduras         | 300 000         | s/i       | 60 000  | 240 000  |
| Costa Rica       | 150 000         | 25 000    | 125 000 | s/i      |
| Distrito Federal | 50 000          | 20 000    | 10 000  | 20 000   |
| Total            | 1 900 000       | 685 000   | 475 000 | 740 000  |